# Dysdercus
Dysdercus es un género extendido de insectos de la orden hemiptera en la familia Pyrrhocoridae, generalmente referidos en inglés como "teñidores de algodón" o "bichos de algodón rojo". Son a menudo confundidos con insectos de la familia Lygaeidae, pero pueden ser distinguidos por la carencia de ojos simples u ocelos en la cabeza. Pueden ser fácilmente distinguidos de otros géneros de Pyrrhocoridae por las marcas blancas en el cruce de la cabeza y tórax, y a lo largo de los lados del tórax, y a menudo abdomen.

## Especies Seleccionadas
Las especies incluye:
subgénero Dysdercus Guérin-Méneville, 1831
- Dysdercus andreae (Linnaeus, 1758) - Chinche de San Andrés
- Dysdercus bimaculatus (Stål, 1854)
- Dysdercus cardinalis Gerstäcker, 1873
- Dysdercus concinnus Stål, 1861
- Dysdercus fasciatus Signoret, 1861
- Dysdercus mimulus Hussey, 1929
- Dysdercus mimus (Say, 1832)
- Dysdercus nigrofasciatus Stål, 1855
- Dysdercus obliquus (Herrich-Schaeffer, 1843)
- Dysdercus obscuratus Distant, 1883
- Dysdercus peruvianus Guérin-Méneville, 1831
- Dysdercus suturellus (Herrich-Schäffer, 1842) - teñidor de algodón (EU)

subgénero Leptophthalmus Stål, 1870
- Dysdercus decussatus Boisduval, 1835
- Dysdercus fuscomaculatus Stål, 1863

subgénero Paradysdercus Stehlík, 1965
- Dysdercus cingulatus (Fabricius, 1775) - bicho de algodón rojo
- Dysdercus evanescens Distant, 1902
- Dysdercus koenigii (Fabricius, 1775) - bicho de algodón rojo (India)
- Dysdercus poecilus (Harrich-Schaeffer)
- Dysdercus sidae Montrouzier, 1861

incertae sedis
- Dysdercus albofasciatus Berg, 1878
- Dysdercus argillaceus Breddin, 1895
- Dysdercus basialbus Schmidt, 1932
- Dysdercus bidentatus Hussey, 1927
- Dysdercus bloetei Doesburg, 1968
- Dysdercus chaquensis Freiberg, 1948
- Dysdercus chiriquinus Distant, 1883
- Dysdercus cinctus Scudder, 1890
- Dysdercus collaris Blöte, 1931
- Dysdercus festivus Gerstäcker, 1892
- Dysdercus flavolimbatus Stål, 1861
- Dysdercus haemorrhoidalis Signoret, 1858
- Dysdercus honestus Blöte, 1931
- Dysdercus imitator Blöte, 1931
- Dysdercus immarginatus Blöte, 1931
- Dysdercus impictiventris Stål, 1870
- Dysdercus insularis Stål, 1870
- Dysdercus intermedius Distant, 1902
- Dysdercus longiceps Breddin, 1901
- Dysdercus longirostris Stål, 1861
- Dysdercus lunulatus Uhler, 1861
- Dysdercus maurus Distant, 1901
- Dysdercus melanoderes Karsch, 1892
- Dysdercus mesiostigma Distant
- Dysdercus mimuloides Blöte, 1933
- Dysdercus monostigma Kirby
- Dysdercus ochreatus (Say, 1832)
- Dysdercus orientalis Schouteden, 1910
- Dysdercus pretiosus Distant, 1902
- Dysdercus ruficeps (Perty, 1833)
- Dysdercus ruficollis (Linnaeus, 1764)
- Dysdercus rusticus Stål, 1870
- Dysdercus sanguinarius Stål, 1870
- Dysdercus scassellati Del Guercio, 1918
- Dysdercus stehliki Schaefer, 2013
- Dysdercus superstitiosus (Fabricius, 1775)
- Dysdercus unicolor Scudder, 1890
- Dysdercus wilhelminae van Doesburg, 1968